# Bleptina retracta
Bleptina retracta là một loài bướm đêm trong họ Noctuidae.